# Székely Vilmos
Székely Vilmos, születési és 1882-ig használt nevén Schönberger Vilmos (Pest, 1861. február 12. – Budapest, Erzsébetváros, 1945. február 17.) magyar építész és építőmester.

## Élete
Schönberger Áron kereskedő és Adler Terézia fiaként született zsidó családban. A századforduló idején elsősorban építőmesterként (kivitelezőként) dolgozott, ugyanakkor neve az Építőmesterek Ipartestületében nem szerepel. Építőmesteri munkái mellett építész is volt, több budapesti bérház fűződik a nevéhez. Kezdetben neoreneszánsz stílusban tervezett.
Attila út 79. számon álló épülete a második világháború során megsérült, a tetőfelépítmények, tetősisak és a harmadik emeleti zárterkély elpusztult. A Kádár utca 6. szám alatt fekvő bérházának homlokzatát 2019-ben felújították.
Felesége Müller Adél (1874–1945) volt, Müller Miksa és Friedländer Mária lánya, akit 1897. március 18-án Münchenben jegyzett el. Gyermekeik: Székely Lili (1898–1907) és Székely Loránd (1908–?).
A VII. kerületi Nagy Diófa utca 9. szám alatt hunyt el.

## Ismert épületei
- 1897: Révai-bérház, Budapest, Kádár u. 10.[6]
- 1897–1899: Redlich-bérház, Budapest, Attila út 79.[7]
- 1898: bérház, Budapest, Dembinszky u. 31.[5]
- 1898–1899: Madary-bérház, Budapest, Kádár u. 6.[6]
- 1899: bérház, Budapest, Rottenbiller u. 12.[5]
- 1905: raktárépület, Budapest, Dorottya u. 5-7. (elpusztult)[5]
- 1905: bérház, Budapest, Hajós u. 30.[5]
- 1905: bérház, Budapest, Hajós u. 31.[9]
- 1906: bérház, Budapest, Kövér Lajos u. 5. (elpusztult)[5]
- 1906: Politzer-bérház, Budapest, Hermina út 2. / Thököly út 98.[10]
- 1908: bérház toldaléka, Budapest, Lovas u. 2. (elpusztult)[5]
- 1909: nyaraló, Budapest, Amerikai út 14.[5]
- 1911–1912: Mártonffy-bérház, Budapest, Síp utca 6.[11][12][13]
- 1918: az Első Magyar Műdomborítógyár toldaléképülete, Budapest, Szabolcs u. 4. (elpusztult)[5]

## Képtár

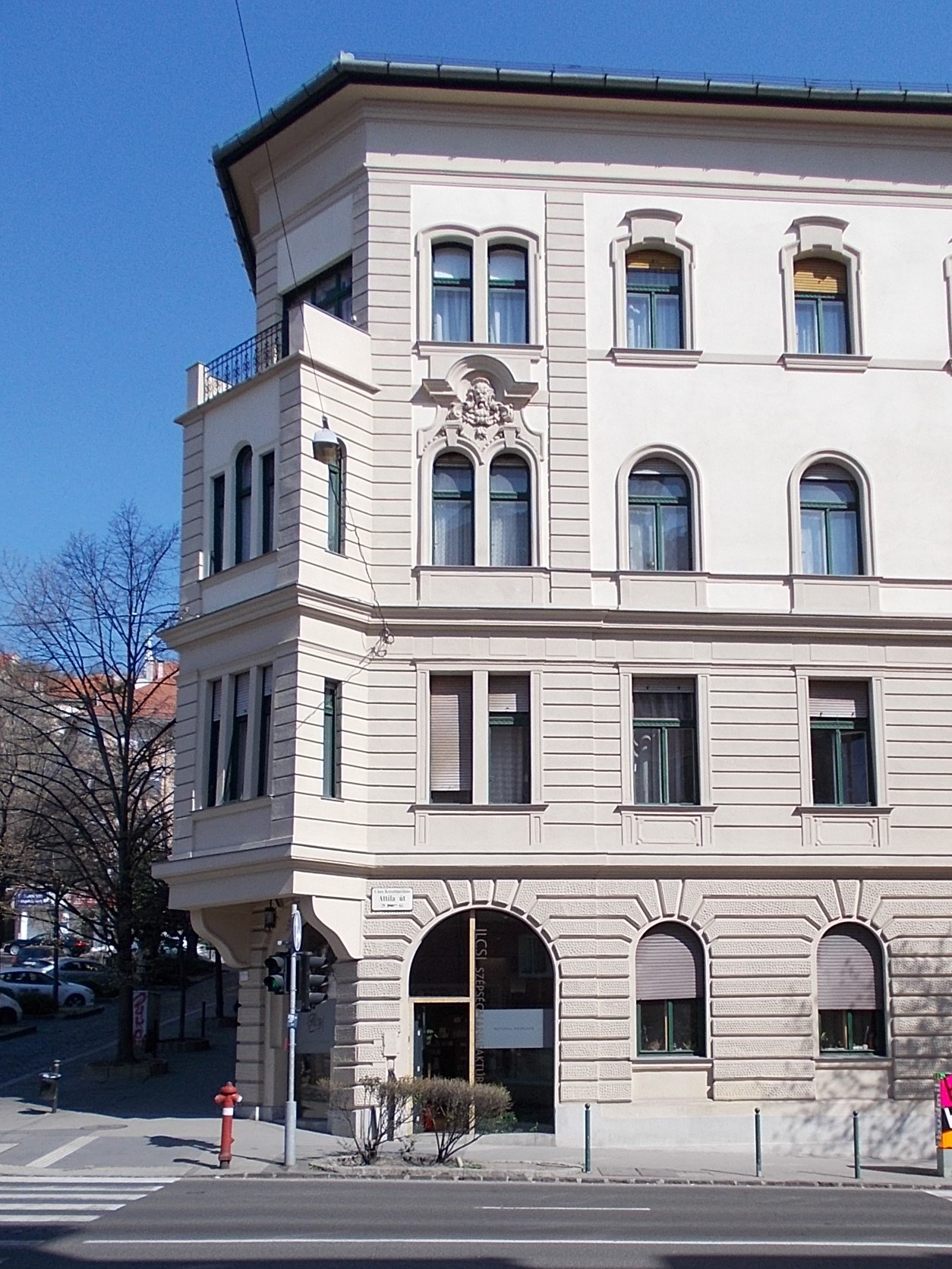
Budapest, Attila út 79.
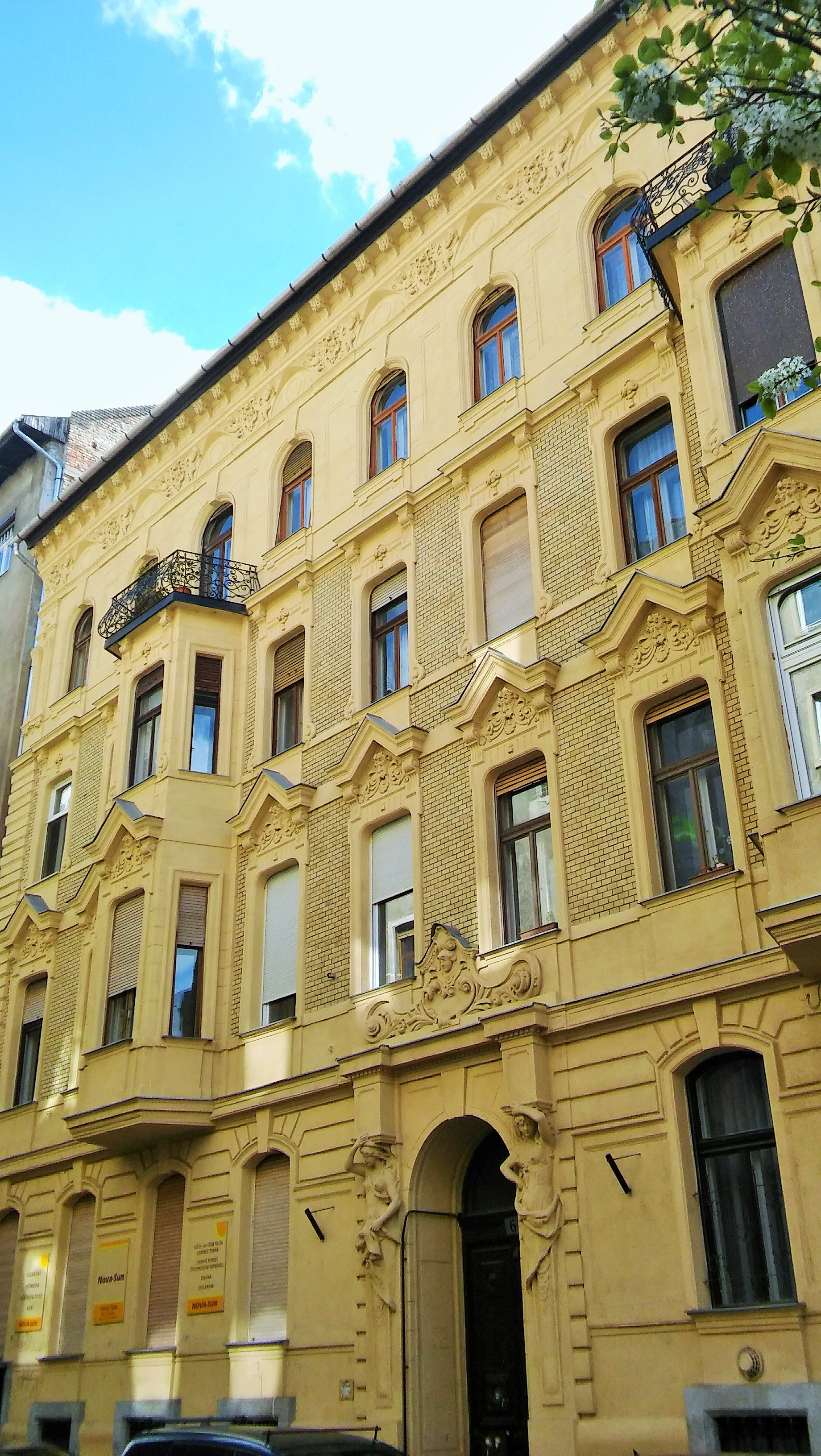
Budapest, Kádár u. 6.
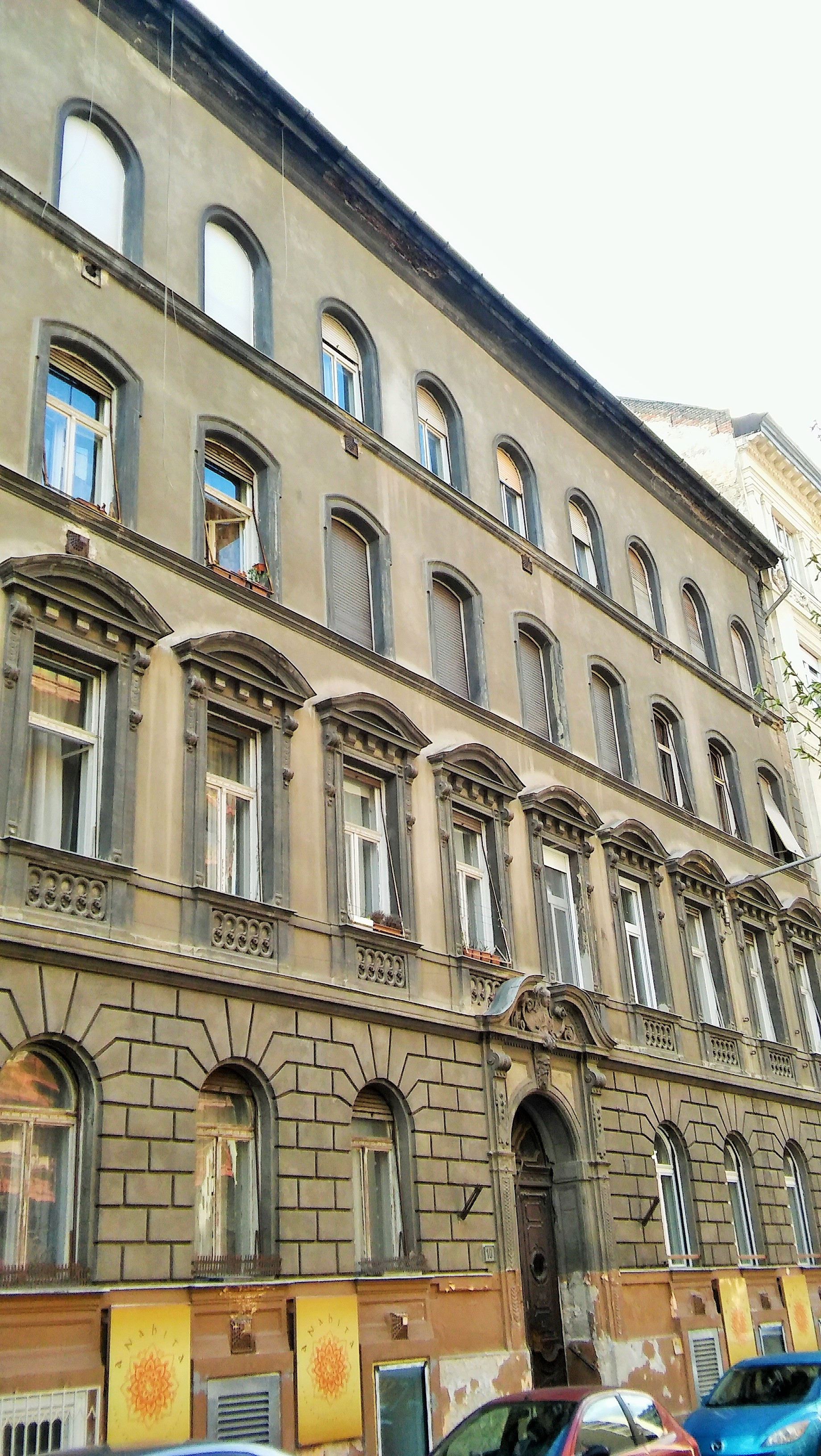
Budapest, Kádár u. 10.
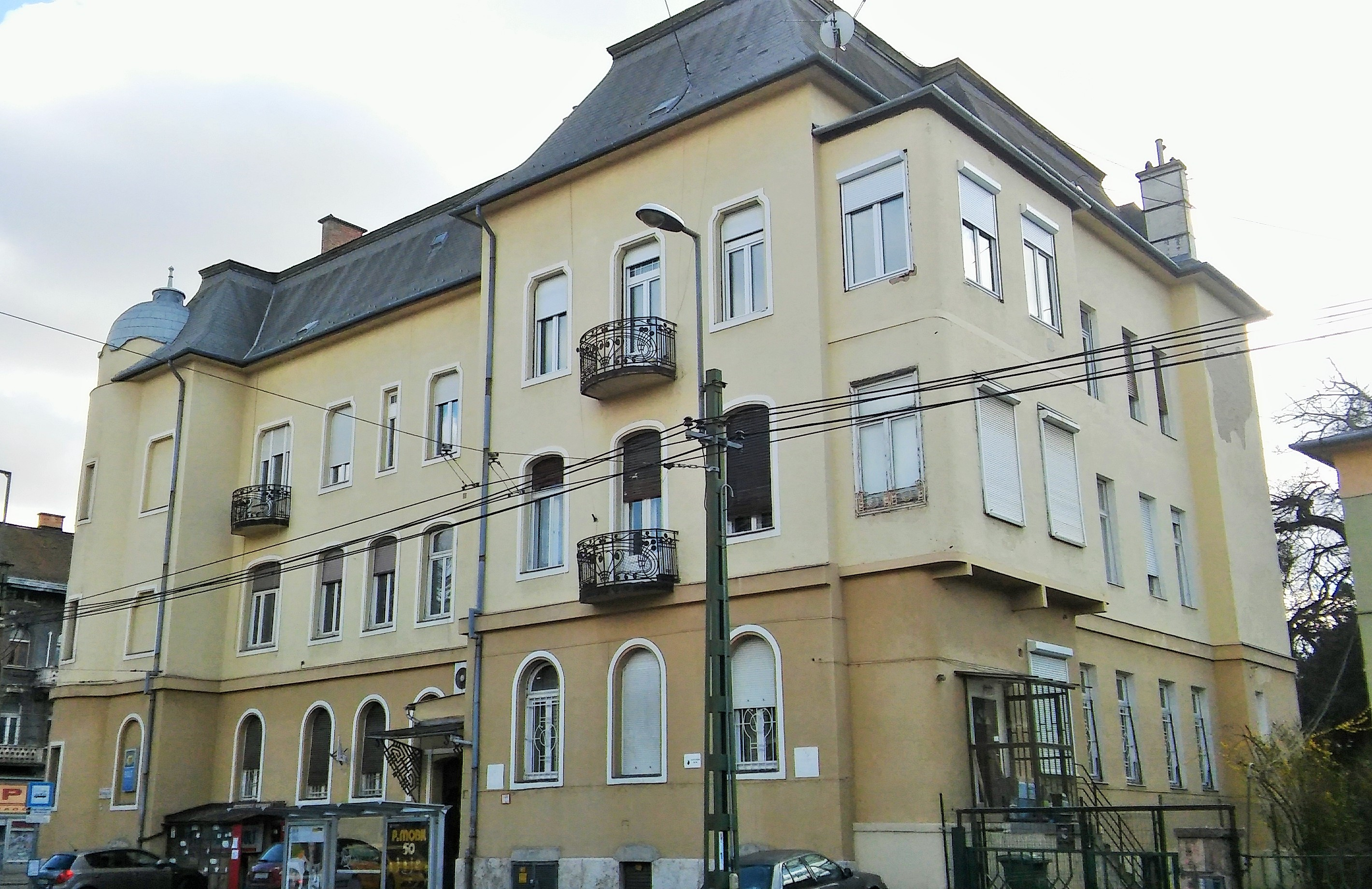
Budapest, Thököly út 98.